# Діброва Зот Андрійович
Зот Андрі́йович Дібро́ва (1880-ті рр., Пашківська — І пол. XX ст., Казахстан) — бандурист; артист симфонічного оркестру Кубанського козацького війська.
Народився в родині козака Кубанського козацького війська в ст. Пашківська.
Один з піонерів відродження кобзарства на Кубані. Один з найвизначніших бандуристів Кубані. Лицар бандури. Навчився грати та строїти у родичів на Великій Україні. Записував і обробляв українські народні пісні і танці, писав музику на слова українських кубанських поетів, скомпонував «Школу гри на бандурі». З концертами-лекціями обходив Кубань вздовж і впоперек. Як концертант був надзвичайно продуктивним. Часом давав і два сольні концерти на день. За висловом А. Чорного, володів талантом впливу на аудиторію. Мав великий авторитет серед кубанців. О. Обабко залишив таке враження про Д.: «Цей кремезний, щільно збитий козак, що зберіг типові риси запорожця часів Тараса Бульби, своїм видом і манерою ніжно видобувати звуки на бандурі нагадав мені старовинних бандуристів України». А. Чорний зазначав: «Він багато їздив по станицях і будив людей від сплячки. Це був прекрасний оратор, смілива людина, як кобзар знав багато старовинних пісень і дум, які мали велике історичне значення».
Зота Діброву знала і любила вся Кубань. Цього й не подарувала йому совєтська влада, яка засудила його на заслання у Казахстан, де він і помер.